# ニコライ・ゴルシコ
ニコライ・ゴルシコ（ロシア語: Никола́й Миха́йлович Голу́шко、1937年6月21日 - 2025年8月10日）は、ソ連、ロシア連邦の軍人、チェキスト。大将、元保安相、連邦防諜庁（FSK）長官。

## 経歴
1937年、カザフ・ソビエト社会主義共和国コクチェタフ州アンドレーエフカ村に生まれる。1959年、クイブイシェフ名称トムスク国立大学法学部を卒業。大学卒業後、ケメロヴォ市検察機関の取調官。
- 1963年：ソ連国家保安委員会（KGB）ケメロヴォ州局第2課（防諜）の作戦係、後に先任作戦係。
- 1971年：KGBケメロヴォ州局第5課（イデオロギー破壊工作対策）の班長、後に副課長。
- 1974年：KGB第5局第2課（民族主義対策）第1班長。
- 1978年：KGB第5局第2課長。
- 1983年：KGB第5局第5課長、後に副局長。
- 1984年：KGB秘書局第一副局長、当直局長。
- 1987年：ウクライナ・ソビエト社会主義共和国KGB議長、ソ連KGB参事会参事。

第11期ソ連最高会議代議員に選出。1989年-1992年、ソ連人民代議員。ソ連共産党党員。
1991年の8月クーデター後、モスクワに帰還。1991年8月-11月、ウクライナ国家保安庁長官臨時代行。1991年11月-1992年1月、ソ連KGB秘書局長。1992年1月-6月、ロシア連邦保安次官。1992年6月-12月、保安第一次官。1992年12月、保安第一次官兼保安省参謀長となり、ヴィクトル・バランニコフの解任（1993年7月）後、保安相代行を務める。
1993年9月18日、保安相に任命。1993年12月21日、連邦防諜庁（FSK）長官に任命、1994年2月28日、理由の説明もなく解任。
2025年8月10日、モスクワで死去。

## 人物
1993年10月3日-4日のモスクワ騒乱事件の参加者であり、「個人的勇気に対する」勲章を授与された。
妻帯、息子は技師。3人の孫を有する。